# Taira Tomohiro
Tomohiro Taira (平智広 Taira, Tomohiro, sinh ngày 10 tháng 5 năm 1990 ở Higashikurume, Tokyo) là một cầu thủ bóng đá người Nhật Bản thi đấu cho Tokyo Verdy.

## Thống kê câu lạc bộ
Cập nhật đến ngày 23 tháng 2 năm 2018.
| Thành tích câu lạc bộ | Thành tích câu lạc bộ | Thành tích câu lạc bộ | Giải vô địch | Giải vô địch | Cúp                   | Cúp                   | Khác    | Khác      | Tổng cộng | Tổng cộng |
| Mùa giải              | Câu lạc bộ            | Giải vô địch          | Số trận      | Bàn thắng    | Số trận               | Bàn thắng             | Số trận | Bàn thắng | Số trận   | Bàn thắng |
| Nhật Bản              | Nhật Bản              | Nhật Bản              | Giải vô địch | Giải vô địch | Cúp Hoàng đế Nhật Bản | Cúp Hoàng đế Nhật Bản | Khác1   | Khác1     | Tổng cộng | Tổng cộng |
| --------------------- | --------------------- | --------------------- | ------------ | ------------ | --------------------- | --------------------- | ------- | --------- | --------- | --------- |
| 2013                  | Machida Zelvia        | JFL                   | 24           | 1            | –                     | –                     | –       | –         | 24        | 1         |
| 2014                  | Machida Zelvia        | J3 League             | 32           | 0            | –                     | –                     | –       | –         | 32        | 0         |
| 2015                  | Machida Zelvia        | J3 League             | 30           | 0            | 4                     | 1                     | 2       | 0         | 36        | 1         |
| 2016                  | Tokyo Verdy           | J2 League             | 23           | 3            | 2                     | 2                     | –       | –         | 25        | 5         |
| 2017                  | Tokyo Verdy           | J2 League             | 38           | 2            | 0                     | 0                     | 1       | 0         | 39        | 2         |
| Tổng cộng sự nghiệp   | Tổng cộng sự nghiệp   | Tổng cộng sự nghiệp   | 147          | 6            | 6                     | 3                     | 3       | 0         | 154       | 9         |

1Bao gồm J1 Playoffs and J2/J3 Playoffs.